# Герман III (маркграф Бадена)
Герман III (нем. Hermann III von Baden), Герман III Большой (нем. Hermann III der Große; ум. 16 января 1160) — маркграф Вероны и Бадена из династии Церингенов. Сын Германа II и его жены Юдит фон Гогенберг.
В 1130 году унаследовал маркграфство Баден. Был ярым сторонником Штауфенов, из-за чего поссорился с родственниками — швабскими Церингенами. В 1140 году участвовал в осаде Вайбтре, за что получил Зельц в Эльзасе.
Фогт Зельца (1139—1151). В 1148—1151 годах маркграф Вероны (до этого маркграфство принадлежало герцогу Каринтии. В 1153 купил у императора Безигхайм.
В 1154 году вместе с Фридрихом Барбароссой воевал в Ломбардии, позже участвовал в осаде Милана. Принимал участие во Втором крестовом походе.

## Семья
Первая жена — Берта (ум. 1134/1141), происхождение не выяснено, возможно — Берта Лотарингская, дочь герцога Симона I. Сын:
- Герман IV (ум. 13 сентября 1190), маркграф Бадена

Вторая жена (после 1141) — Мария Чешская (ок. 1124/1125 — после 1172), дочь герцога Собеслава I, вдова Леопольда IV Австрийского.